# Войцеховский, Владислав Павлович
Владисла́в Па́влович Войцехо́вский (укр. Владислав Павлович Войцеховський; род. 19 апреля 1993, Михайловка-Рубежовка, Киевская область) — украинский футболист, полузащитник клуба    «Ворскла».

## Биография
Родился 19 апреля 1993 года в селе Михайловка-Рубежовка Киевской области. В ДЮФЛУ выступал в составе киевских ДЮСШ-15, КСДЮШОР и «Атлет».
В 2011 году подписал свой первый профессиональный контракт с днепропетровским «Днепром», однако за главную команду днепропетровского клуба не сыграл ни одного матча. В юношеской и молодёжной командах клуба сыграл 74 матча и отличился 25 голами.
В июле 2014 года подписал контракт с клубом «Нефтяник-Укрнефть», выступавший в Первой лиге Украины. В составе охтырского клуба дебютировал в проигранном (1:2) выездном матче 3-го тура Аервой лиги Украины против «Александрии». Владислав вышел на поле на 74-й минуте поединка, заменив Руслана Левигу. Первым голом в футболке «Нефтяника» отличился 13 сентября 2014 года в домашнем матче 8-го тура Первой лиги Украины против «Буковины». Войцеховский вышел на поле в стартовом составе, на 78-й минуте отличился победным для охтырчан голом, а на 88-й минуте его заменил Руслан Кисиль. В составе «Нефтяника-Укрнафты» сыграл 83 матча и отличился 26 результативными действиями (19 голами и 7 ассистами).
В июне 2017 года был на просмотре в «Вересе», который на тот момент выступал в Премьер-лиге, но в итоге выбрал перволиговый «Днепр-1».
1 июля 2017 года перешел в «Днепр-1» в качестве свободного агента. За клуб сыграл 10 матчей и забил два мяча в ворота «Сум» в матче второго круга кубка Украины 26 июля 2017 года и винниковского «Руха» в матче 16-го тура Первой лиги 4 ноября 2018 года.
Зимой 2019 года перешёл в состав" Николаева". 30 ноября 2020 года побил рекорд Александра Микуляка, выйдя на замену на 78-й минуте матча 16-го тура Первой лиги против херсонского «Кристалла» и сделав хет-трик за четыре минуты, тем самым доведя счет в матче до разгромного — 6:0 в пользу «кораблей».
31 марта 2021 года забил гол на 4-й минуте в ворота луцкой «Волыни», однако арбитр ошибочно его отменил. В итоге матч закончился со счётом 0:0.
В составе «Николаева» провёл 56 матчей во всех турнирах, забив 15 голов и отдав 3 голевых передачи.
7 июля 2021 года подписал контракт с черкасским ЛНЗ. Дебютировал за клуб 27 августа того же года в матче против «Оболони», выйдя на поле в стартовом составе и был заменён на 73-й минуте Павлом Замуренко. В составе команды не был основным, отыграв 8 матчей (5 матчей в чемпионате и 3 в кубке страны) и не отличившись голевыми действиями. 29 ноября 2022 года клуб объявил о расторжении контракта с игроком.